# Hugolin Branca
Hugolin de Branca (Augubio, Umbrija, ? – ?), talijanski benediktinac iz samostana sv. Petra i splitski nadbiskup (1349. – 1388.), rodom iz Augubija u Umbriji.
Potjecao je iz bogate obitelji te je njegovim dolaskom opet oživjela splitska nadbiskupska palača, kao u doba Hugrina (1245. – 1248.). Imao je mnogo konja, uzdržavao je veliku družinu, a sagradio je nekoliko kuća i veliku kuriju s kulom u Prosiku blizu rijeke Jadro, na putu prema Klisu.
Tijekom svog nadbiskupovanja zamjerio se Splićanima koji su ga htjeli maknuti s nadbiskupske časti te su čak tražili intervenciju kralja Žigmunda Luksemburškog († 1437.) i kraljice Marije Anžuvinske († 1395.). To im je konačno uspjelo 1388. godine kada se Hugolin odrekao časti splitskog nadbiskupa.